# Jonathan McEvoy
Pour les articles homonymes, voir McEvoy.
Jonathan McEvoy, né le 2 aout 1989 à St Helens, est un coureur cycliste britannique. Il pratique le cyclisme sur route et le cyclo-cross.

## Palmarès sur route

### Par années
- 2004
  - 2e du championnat de Grande-Bretagne sur route U17
- 2006
  - 3e du championnat de Grande-Bretagne sur route juniors
- 2007
  - Tour du Pays de Galles juniors :
    - Classement général
    - 4e étape

  - 2e du championnat de Grande-Bretagne sur route juniors
- 2011
  - 3e étape du Tour d'Ulster (contre-la-montre)
  - 3e du Tour de Mumbai II
  - 3e du Lincoln Grand Prix
- 2012
  - 3e de la Perfs Pedal Race
  - 3e de l'Eddie Soens Memorial
  - 3e du Tour du Finistère

### Classements mondiaux
| Année            | 2010  | 2011 | 2012 | 2013 | 2014 |
| ---------------- | ----- | ---- | ---- | ---- | ---- |
| UCI Africa Tour  |       | 85e  |      |      |      |
| UCI America Tour |       |      |      |      | 356e |
| UCI Europe Tour  | 1186e | 645e | 304e |      |      |

## Palmarès en cyclo-cross
- 2004-2005
  -  Champion de Grande-Bretagne de cyclo-cross débutants
- 2006-2007
  - 3e du championnat de Grande-Bretagne de cyclo-cross juniors